# Brigada Humanitaria de Paz Marabunta
Brigada Humanitaria de Paz Marabunta, conocida comúnmente como Brigada Marabunta o Los Marabunta es una organización no gubernamental, quien desde 2008 trabaja por la manifestación libre y pacífica en la Ciudad de México.
Acompañan las marchas, atienden médicamente a personas lesionadas en las mismas y fungen como concertadores para evitar conatos de violencia entre manifestantes y policías. Fue formada, aproximadamente en 2006. En la Brigada participan principalmente jóvenes de manera voluntaria.

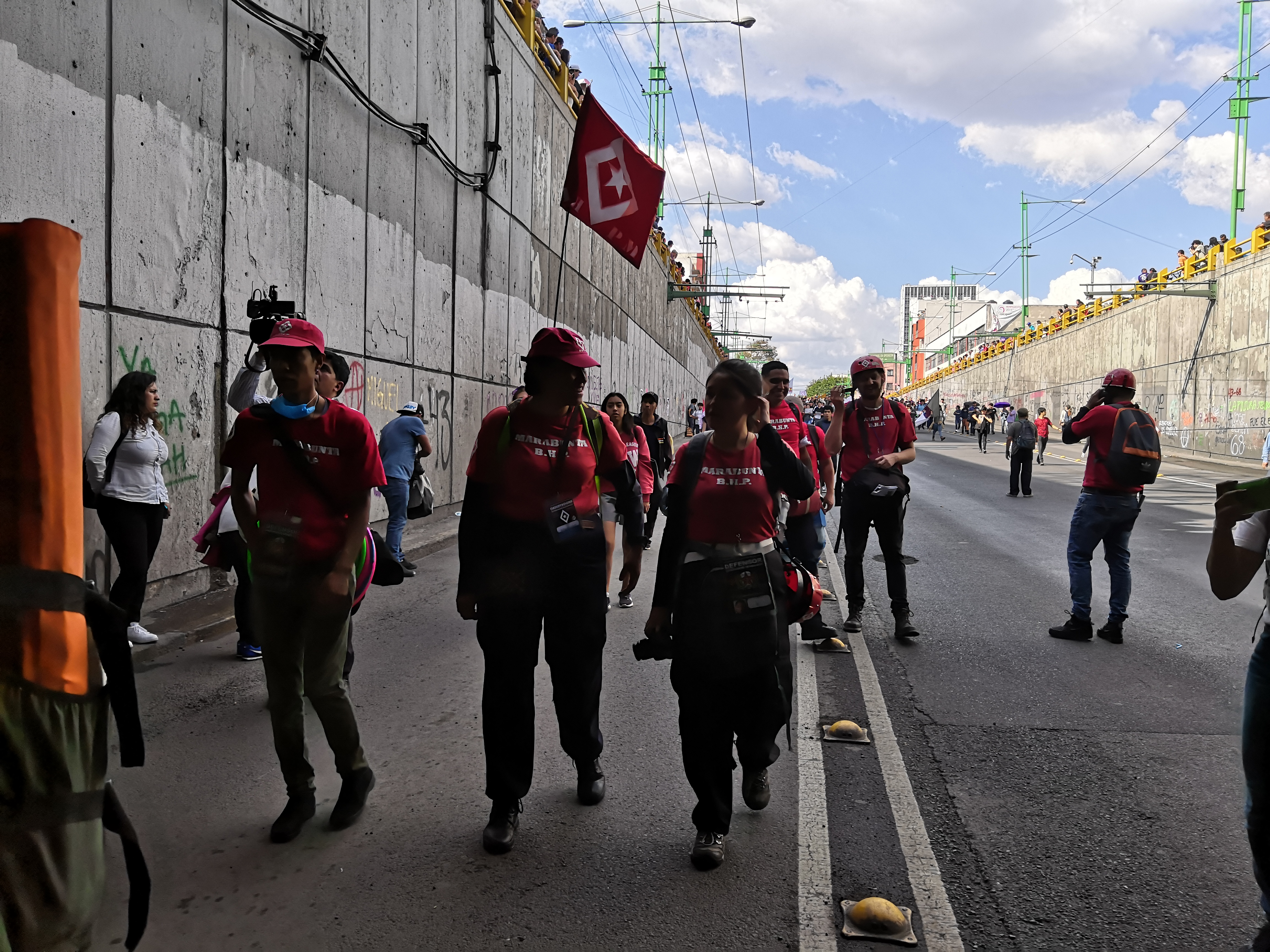
Brigada Marabunta en marcha 2 de octubre de 2019 de la Ciudad de México.

Miguel Barrera, fundador y director de la brigada mencionó en entrevista con W Radio que la brigada la integran personas defensoras de Derechos Humanos quienes arman cordones humanos para evitar confrontaciones y fungen como observadores y mediadores, también se documenta en foto y video las agresiones y proporcionan primeros auxilios a manifestantes, policías, periodistas y/o personas que sean lastimadas, en esa atención también se incluyen los primeros auxilios psicológicos.